# Jim McElmury
James Donald "Jim" McElmury, född 3 oktober 1949 i Saint Paul i Minnesota, är en amerikansk före detta ishockeyspelare.
McElmury blev olympisk silvermedaljör i ishockey vid vinterspelen 1972 i Sapporo.